# 호코타정
호코타정(鉾田町)은 이바라키현 가시마군에 설치되었던 정이다. 2005년 10월 11일에 인접한 아사히촌과 다이요촌이 합병했기 때문에 현재의 호코타시에 해당한다.

## 지리
가스미가우라호, 가시나마다와 면한다.

## 역사
- 1955년 3월 15일 - 호코타정, 도쿠슈쿠촌, 도모에촌, 신구촌 및 나메가타군 아키쓰촌과 동시에 합병해 호코타정이 성립하였다.
- 1985년 3월 14일 - 가시마 임해 철도 오아라이카시마 선이 개업하였다.
- 2005년 10월 11일 - 아사히촌, 다이요촌과 합병해 호코타시가 성립해, 호코타정은 폐지되었다.

## 교통

### 철도
- 가시마 임해 철도 오아라이카시마 선

### 도로
- 국도 제51호선